# Martin-Luther-Kirche (Wernges)

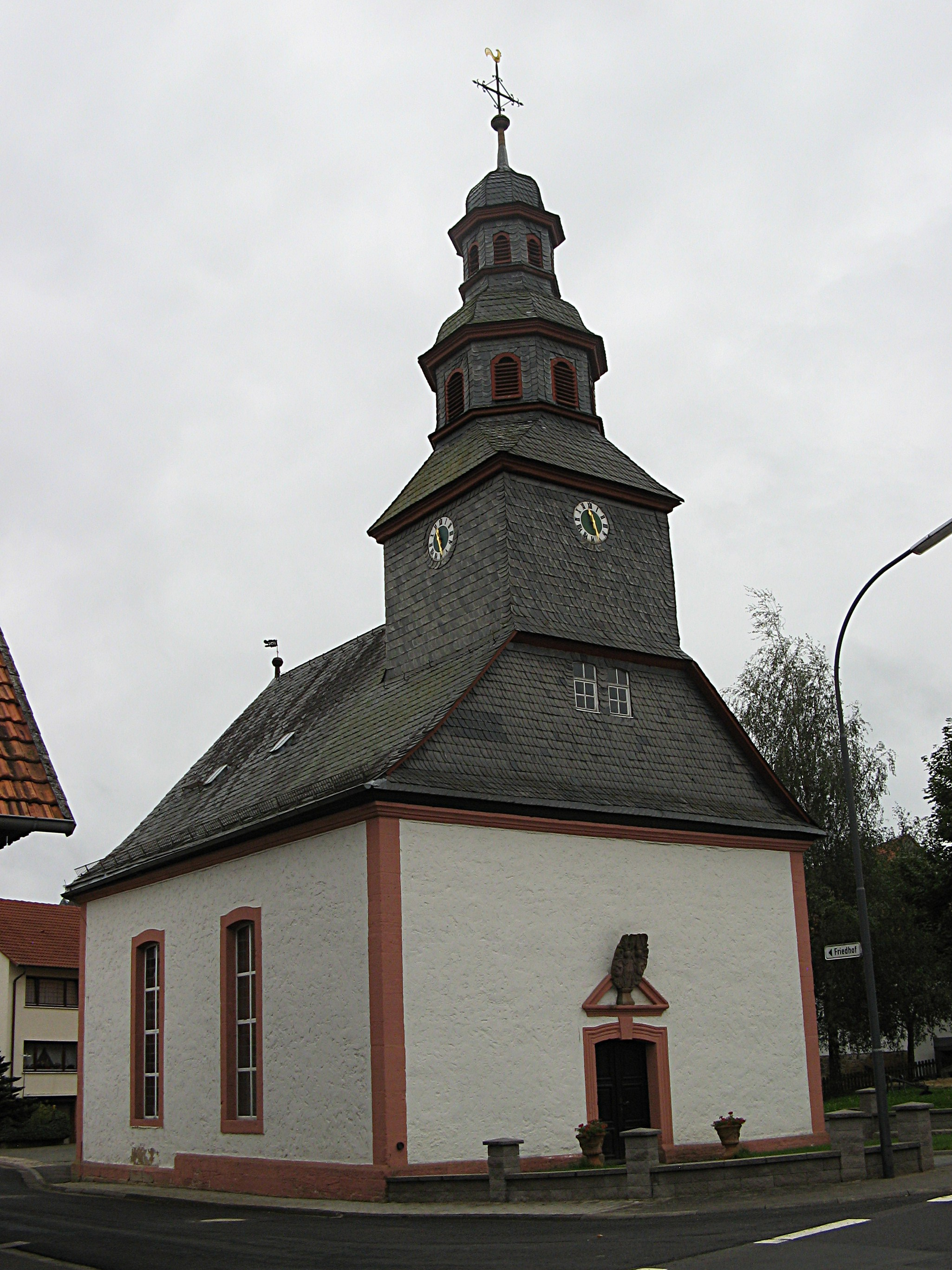
Martin-Luther-Kirche in Wernges

Die Martin-Luther-Kirche ist ein denkmalgeschütztes Kirchengebäude, das in Wernges steht, einem Ortsteil von Lauterbach im Vogelsbergkreis in Hessen. Die Kirchengemeinde gehört zum Dekanat Vogelsberg in der Propstei Oberhessen der Evangelischen Kirche in Hessen und Nassau.

## Beschreibung
Als Nachfolgebau einer Fachwerkkirche aus dem Jahr 1677 wurde die Saalkirche 1794–96 in der Tradition der barocken Dorfkirchen errichtet. Es entstand ein verputztes Gebäude, das im Osten dreiseitig abschließt, und dessen Ecken durch Ecksteine betont werden. Die hohen, segmentbogigen Fenster haben glatte Gewände. Das Portal im Westen ist mit einem Sprenggiebel mit dem Wappen der Riedesel überdacht. Aus dem schiefergedeckten Dach erhebt sich im Westen ein quadratischer Dachreiter, der die Turmuhr beherbergt. Darauf sitzt eine mehrfach gestufte Haube, hinter deren Klangarkaden sich der Glockenstuhl mit zwei Kirchenglocken befindet. Der Innenraum ist mit einer Flachdecke überspannt, die von Vouten gerahmt wird. Die Emporen an drei Seiten werden von hölzernen Säulen getragen. Die Brüstungen sind mit Szenen aus dem Neuen Testament bemalt. Im Osten steht auf der Empore über dem Altar die Orgel aus dem Jahr 1856. An der freien Südwand ist die aus der Vorgängerkirche übernommene Kanzel mit einem Schalldeckel angebracht.